# Michie Mee
Michie Mee, pseudonimo di Michelle McCullock (Kingston, 1º novembre 1970), è una rapper e attrice canadese di discendenti giamaicani.
Nel 1987 Michie Mee partecipò alla compilation totalmente canadese di hip hop dal titolo Break'n Out, prodotta da KRS-One e Scott La Rock per la Boogie Down Productions. Michie fu la prima rapper canadese a siglare un contratto di distribuzione con una etichetta discografica statunitense, First Priority/Atlantic nel 1988.
Nel corso della sua carriera, ha collaborato con artisti come MC Lyte, Shabba Ranks, Dream Warriors e Patra. Accanto alla sua carriera come artista solista, ha anche collaborato come cantante nella band di alternative rock Raggadeath, che è entrato nelle classifiche del 1995 con il singolo One Life.
Come attrice, Mee ha partecipato alla serie TV della CBC Drop the Beat ed ai film My Baby's Daddy e In Too Deep.

## Discografia
- 1991: Jamaican Funk, Canadian Style
- 2000: The First Cut is the Deepest

## Radio
- Nel 2003, Deejay Ra ha lanciato l'idea della prima 'Hip-Hop Appreciation Week' canadese, con il supporto del National Film Board of Canada, assieme a pionieri dell'hip hop canadese come Michelle 'Michie Mee' McCullock e Wes 'Maestro' Williams.